# Lulismo
Lulismo é um termo cunhado por André Singer que se refere ao fenômeno político de esquerda ocorrido no Brasil em torno do presidente Luiz Inácio Lula da Silva. Criado durante a campanha presidencial de 2002, representando um novo plano em relação aos ideais de esquerda adotado pelo Partido dos Trabalhadores até o final de 2001, buscando transformações sem confrontar o capital.
Diversos políticos na América Latina citaram o lulismo como modelo político, quando denominado de "Consenso de Brasília" (em contraposição ao Consenso de Washington) e "Modelo Brasileiro". É o caso de Ollanta Humala, José Mujica, Mauricio Funes, Fernando Lugo e o oposicionista Henrique Capriles – ou ainda conjugam esse modelo com o chavismo, como é o caso da Argentina kirchnerista e do Paraguai até a destituição de Fernando Lugo.[carece de fontes?]

## Origem do termo
O termo "lulismo" foi cunhado em artigos e em tese de livre-docência do cientista político André Singer, que também foi porta-voz de Lula na presidência, de 2002 a 2007.
Nascido durante a campanha presidencial de 2002, o lulismo representou o afastamento em relação a componentes importantes do programa da política esquerdista adotado pelo Partido dos Trabalhadores até o final de 2001 e o abandono das ideias de organização e mobilização, ao buscar transformações sem confrontar o capital. De acordo com Singer:
"Como o lulismo é um modelo de mudança dentro da ordem, até com um reforço da ordem, ele não é e não pode ser mobilizador. Isso faz com que o conflito não tenha uma expressão política partidária, eleitoral, institucional"
Assim, o lulismo buscou um caminho de conciliação, a partir do carisma de Lula, com amplos setores conservadores brasileiros, e é sob o signo da contradição que o lulismo se constitui como um grande pacto social conservador, que combina a manutenção da política econômica do governo Fernando Henrique Cardoso (1995–2002) com fortes políticas distributivistas sob o governo Lula (2002–2010).

## Características
Conduzido sob a égide da conciliação, o lulismo representa um "apaziguamento dos conflitos sociais, dos quais a burguesia sempre tem muito medo, sobretudo num país de grande desigualdade como é o caso do Brasil", pois vislumbra uma "agenda da redução da pobreza e da desigualdade, mas sob a égide de um reformismo fraco". Esse modelo de mudança social se explica como uma "variante conservadora de modernização", em que o Estado tem um "papel proeminente na alavancagem dos mais pobres", ao mesmo tempo em que garante que os problemas estruturais sociais brasileiros não serão tocados, ou seja, sem entrar em conflito com setores conservadores das elites rurais e urbanas ligados aos interesses financeiros.[carece de fontes?]
Por essas características, o lulismo "confeccionou nova via ideológica, com a união de bandeiras que não pareciam combinar" (continuidade do governo Lula com o governo FHC na política macroeconômica baseada em três pilares: metas de inflação, câmbio flutuante e superávit primário nas contas públicas).
Outra característica que diferencia o lulismo de um movimento político genuíno, que represente um pensamento político, é o fato de que o lulismo não tem bandeira partidária. Ao contrário disso, o lulismo se sobrepõe aos partidos, inclusive ao próprio Partido dos Trabalhadores, fundado por Lula. Por fim, embora tenha sido ancorado no carisma de Lula, o lulismo difere de outros movimentos ocorridos em torno de líderes políticos, como o peronismo na Argentina, pois não se formou uma base de culto à personalidade do então presidente brasileiro por forças políticas e populares.[carece de fontes?]
Segundo Gilberto Maringoni (2013), relembrando uma fala de Lula sobre os presidentes Geisel e Médici, na comemoração de 35 anos da Embrapa (abril de 2008),  "A conduta ambígua não indica dúvida, hesitação ou falta de clareza sobre posição a tomar ou rumo a seguir. Trata-se de discurso bem pensado e sofisticado para o tipo de projeto que o assim chamado lulismo vem implantando no país há dez anos", completando que "É sofisticado porque dialoga com os vários interesses em disputa na sociedade. Contenta progressistas e conservadores, direitistas e esquerdistas e... não toca no status quo". Ainda para Maringoni, "a justiça social lulista se faz via mercado, via crédito e aumento da massa salarial que dependem de cenários de crescimento econômico", possuindo "uma fala marcadamente ambígua, sofisticada e, sobretudo, conservadora".

## Declínio
Em seu livro O Lulismo em Crise – Um Quebra-Cabeça do Período Dilma (2011–2016), Singer analisa o Governo Dilma Rousseff, desde seu início (2011) até o impeachment de Dilma (2016). Para ele, um dos motivos para o impeachment foi a tentativa de Dilma de acelerar o lulismo. Dilma buscou fazê-lo por dois meios: um desenvolvimentista e o outro republicano. O primeiro corresponde à política econômica conhecida como a nova matriz econômica, que incluía redução dos juros, desvalorização do real e desonerações. O segundo refere-se à relação de Dilma com o Congresso e o PMDB.
Para Singer, as Jornadas de Junho (grandes manifestações em 2013) já eram um sinal de alerta de que o lulismo ia mal. Já no ano seguinte, tem início a crise econômica de 2014, que obrigou Dilma a recuar e prejudicou a nova matriz econômica. Mais tarde, com a ascensão do bolsonarismo, o lulismo volta a crescer paralelamente. Ambos fenômenos não têm projetos amplamente antagônicos, tendo em comum por exemplo um projeto de Estado-nação chamado de "desenvolvimento na dependência".

## Renascimento
As controvérsias sobre a Operação Lava Jato, incluindo o episódio da "Vaza Jato", a anulação da condenação de Lula (o Supremo Tribunal Federal concluiu ter havido parcialidade do ex-juiz Sergio Moro e julgou-o suspeito) e as polêmicas referentes à gestão do governo Bolsonaro durante a pandemia de COVID-19, dentre outros fatores, levaram ao renascimento do lulismo, o que culminou na vitória de Lula na eleição presidencial de 2022.
Segundo Moysés Pinto Neto, o renascimento do lulismo é uma resposta às forças fascistas presentes na sociedade brasileira.